# Gmina Gać
Die Gmina Gać ist eine gleichnamige Landgemeinde im Powiat Przeworski der Woiwodschaft Karpatenvorland im Südosten Polens. Ihr Sitz ist das gleichnamige Dorf mit etwa 1550 Einwohnern.

## Geographie
Die Landgemeinde liegt im äußersten Südosten des Landes. Von ihrer Fläche werden 91 Prozent landwirtschaftlich genutzt. Zu den Gewässern gehören die Bäche Markowka und Mleczka.

## Geschichte
Die Gemeinde besteht seit 1973. Von 1975 bis 1998 gehörte die Gemeinde zur Woiwodschaft Przemyśl.

## Gemeinde
Zur Landgemeinde (gmina wiejska) Gać gehören folgende sechs Ortschaften mit einem Schulzenamt:
Białoboki, Dębów, Gać, Mikulice, Ostrów und Wolica.